# Kim Yo-jong
Kim Yo-jong (김여정?, 金與正?, Kim YŏjŏngMR; Pyongyang, 26 settembre 1987) è una politica nordcoreana, sorella minore del leader nordcoreano Kim Jong-un e ultimogenita del defunto Kim Jong-il.
È il membro supplente dell'ufficio politico della Corea del Nord e la direttrice del dipartimento per l'agitazione e la propaganda del Partito del Lavoro di Corea.

## Carriera
Kim Yo-jong compare per la prima volta al pubblico, nel settembre del 2010, in una foto di gruppo della terza conferenza del Partito del Lavoro di Corea, di fianco al segretario personale del padre e di Kim Ok.
La sua figura acquisisce notorietà in occasione del funerale di Kim Jong-il, dove viene più volte vista a fianco del fratello Kim Jong-un. Ella ha inoltre guidato la processione dei funzionari centrali, pur non essendo membro del comitato funerario. Più tardi le verrà assegnato un ruolo all'interno della commissione di difesa nazionale, dove riceverà il compito di organizzare i viaggi del fratello Kim Jong-un. Tuttavia, ella non farà ulteriori comparse fino al novembre del 2012, quando la televisione centrale coreana trasmette un servizio in cui Kim Jong-un e la sorella visitano un campo di equitazione militare. Kim Yo-jong viene menzionata per la prima volta nei documenti ufficiali il 9 marzo 2014, durante le votazioni per l'assemblea popolare suprema, dove viene descritta come un alto funzionario del comitato centrale.
Diverse fonti fanno presagire che Kim Jong-un abbia intenzione di sostituire, con la sorella, la zia Kim Kyong-hui, la quale riveste un fondamentale ruolo di supporto. Si dice che Kim Yo-jong sia particolarmente legata a Kim Kyong-hui.
È probabile che nell'ottobre del 2014, mentre suo fratello era ricoverato alla clinica Bonghwa per via di fratture alle caviglie, Kim Yo-jong abbia preso le redini del governo.

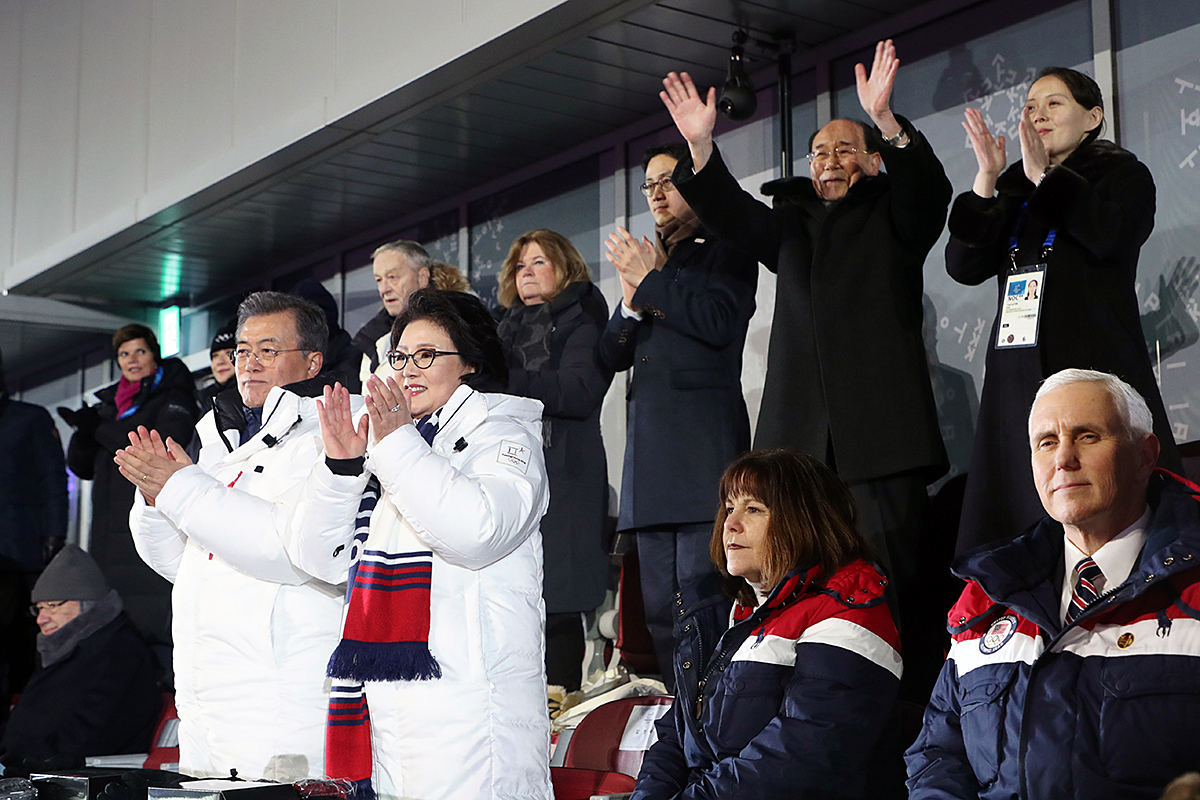
Kim Yo-jong, il presidente sudcoreano Moon Jae-in e il vicepresidente statunitense Mike Pence alla cerimonia d'apertura dei XXIII Giochi olimpici invernali.

Il 28 novembre 2014 viene nominata vicedirettore del dipartimento per l'agitazione e la propaganda del Partito del Lavoro di Corea. Rimpiazzerà a tutti gli effetti Kim Ki-Nam il 24 luglio 2015. Kim Yo-jong riveste anche una carica vice-ministeriale, ma il suo portfolio non è noto. Accompagna regolarmente il fratello Kim Jong-un nelle sue direttive sul posto.
Kim Yo-jong ha rivestito un ruolo fondamentale nello sviluppo del culto della personalità di suo fratello, che si basa su quella del nonno Kim Il-sung. Questo suo intervento nella propaganda nordcoreana potrebbe spiegare i numerosi cambiamenti che sono avvenuti nei media del paese. Secondo l'ex diplomatico Thae Yong-ho, che è fuggito dalla Corea del Nord, tutti gli eventi pubblici più importanti del paese vengono organizzati da Kim Yo-jong. È lei che ha contribuito a rendere il leader un "uomo del popolo" facendolo salire sulle attrazioni dei parchi di divertimento e organizzando il suo incontro con l'ex cestista Dennis Rodman.
Nel gennaio del 2017, per via delle numerose violazioni dei diritti umani, Kim Yo-jong è stata inserita nella lista nazionale specialmente designata e delle persone bloccate del Dipartimento del Tesoro degli Stati Uniti d'America.

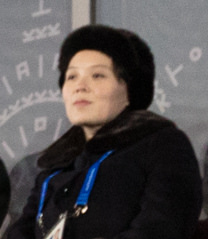
Kim Yo-jong durante la cerimonia d'apertura dei XXIII Giochi olimpici invernali

Nel 2017 Kim Yo-jong diventa membro supplente dell'ufficio politico: è la seconda donna in assoluto a cui è stato assegnato un ruolo così importante. La sua rapida ascesa nell'apparato governativo nordcoreano potrebbe indicare il fatto che Kim Jong-un abbia già rimpiazzato Kim Kyong-hui, che non è mai intervenuta attivamente nel regime del nipote. È possibile che, insieme alla sua nuova posizione all'interno della politica nordcoreana, Kim Yo-jong abbia anche ricevuto il compito di amministrare il dipartimento per la sicurezza nazionale.
Il 9 febbraio 2018 Kim Yo-jong assiste alla cerimonia d'apertura dei XXIII Giochi olimpici invernali a Pyeongchang: è la prima volta dalla guerra di Corea che un membro della famiglia Kim visita la Corea del Sud. Il giorno successivo, Kim Yo-jong incontra il presidente sudcoreano Moon Jae-in, rivelandosi così essere una delegata inviata appositamente in Corea del Sud, con una missiva scritta dallo stesso Kim Jong-un.
Secondo Kim Yong-hyun, professore di studi nordcoreani all'università di Dongguk a Seul, la rapida ascesa al potere di Kim Yo-jong incarnerebbe il tentativo di Kim Jong-un di "svecchiare" il governo nordcoreano, eliminando tutti i retaggi del vecchio regime di Kim Jong-il (come, per esempio, lo zio Chang Sung-taek).
Secondo Tom O'Connor, della rivista statunitense Newsweek, il piano di Kim Jong-un è quello di eliminare i funzionari legati a Kim Jong-il, i quali più di ogni altro avrebbero potuto dubitare delle potenzialità del giovane capo di stato.
A Kim Yo-jong è stato anche affidato il compito di dare una risposta pubblica alla nuova amministrazione statunitense di Joe Biden, le cui prime settimane in carica sono state segnate da toni duri contro la Corea del Nord. Kim ha infatti invitato il nuovo presidente degli Stati Uniti a evitare di "sollevare un polverone al primo passo".

## Vita privata
Kim Yo-jong è nata il 26 settembre 1987 da Kim Jong-il e Ko Yong-hui. È molto legata al fratello Kim Jong-un, poiché ha trascorso diversi anni con lui durante il periodo di studio in Svizzera dal 1996 al 2000 e anche in Corea del Nord, dove sembrerebbe che l'isolamento sociale ed emotivo abbia rivestito un ruolo fondamentale nelle loro vite. Probabilmente il padre Kim Jong-il voleva che i suoi figli crescessero lontani dall'influenza del nonno Kim Il-sung. Kim Yo-jong potrebbe aver studiato all'università militare di Kim Il-sung dopo il suo ritorno dalla Svizzera. Ha inoltre frequentato la facoltà di informatica nell'università Kim Il-sung, dove ha fatto amicizia con Kim Eun-gyong, figlia di Megumi Yokota, donna giapponese rapita dal governo nordcoreano nel 1977.
Sembra che nel gennaio del 2015 Kim Yo-jong abbia sposato il secondogenito del funzionario di governo Choe Ryong-hae, Choe Song. Tuttavia, le fonti del governo sudcoreano hanno messo in dubbio l'attendibilità di tale affermazione. Speculazioni suggerite in occasione della sua gravidanza (avrebbe partorito nel maggio del 2015) hanno proposto come suo marito o uno studente conosciuto all'università di Kim Il-sung o un ufficiale del Partito del Lavoro di Corea, oppure un membro dell'unità militare atta a proteggere il capo di stato.